# Brennan Clost
Brennan Clost (Burlington, 20 ottobre 1994) è un ballerino e attore canadese.

## Carriera
Brennan Clost nasce il 20 ottobre 1994 a Burlington. La sua formazione inizia con lo studio della danza classica e contemporanea presso la Canada National Ballet School e la Springboard Danse Montréal. Nel marzo 2012 diventa uno studente della Juilliard School, nella quale si diplomerà nel 2016.
Clost ha iniziato la carriera competitiva all'età di sette anni vincendo la medaglia d'argento nel 2008 presso l'International Dance Organization in Germania. Nel 2011 viene nominato tra i migliori ballerini ai Dance Awards di New York. Nel 2012 inizia ad avvicinarsi anche al mondo della recitazione prendendo parte a diversi spot pubblicitari. Nel 2013 ottiene il ruolo di Daniel nella serie televisiva The Next Step. Nel 2017 prende parte al webserie Spiral. Nel 2019 entra nel cast della serie televisiva Netflix Tiny Pretty Things nel ruolo di Shane McRae. La serie verrà distribuita il 14 dicembre 2020. Nello stesso anno ritorna in The Next Step, ma in veste di coreografo.

## Vita privata
Brennan Clost ha dichiarato di aver subito atti di bullismo durante gli anni di liceo. Nel 2020, il ballerino ha fatto coming out, dichiarando pubblicamente di essere queer, definendosi "non etero".

## Filmografia

### Attore
- Degrassi: The Next Generation – serie TV, episodio 12x25 (2012)
- The Next Step – serie TV, 56 episodi (2013-2017)
- Una ragazza americana - Isabelle danza sotto i riflettori (An American Girl: Isabelle Dances Into the Spotlight), regia di Vince Marcello (2014)
- 22.11.63 – miniserie TV, episodio 1x03 (2016)
- Spiral – webserie (2017)
- Creeped Out - Racconti di paura (Creeped Out) – serie TV, episodio 2x05 (2019)
- Tiny Pretty Things – serie TV, 10 episodi (2020)
- Pretty Hard Cases – serie TV, 5 episodi (2022-2023)

### Controfigura
- Titans – serie TV, episodi 1x05-1x07 (2018)

### Sceneggiatore
- Arthur and Annie, regia di John Bregar (2017)

### Coreografo
- The Next Step – serie TV (2020)

## Doppiatori italiani
- Omar Maestroni in The Next Step
- Alex Polidori in Tiny Pretty Things